# Саратовский электромеханический завод
Саратовский электромеханический завод «РЭМО» — предприятие полного производственного цикла и один из крупнейших заводов по производству антенного оборудования в России и Европе. С 2019 года выпускает бактерицидные облучатели и рециркуляторы воздуха.

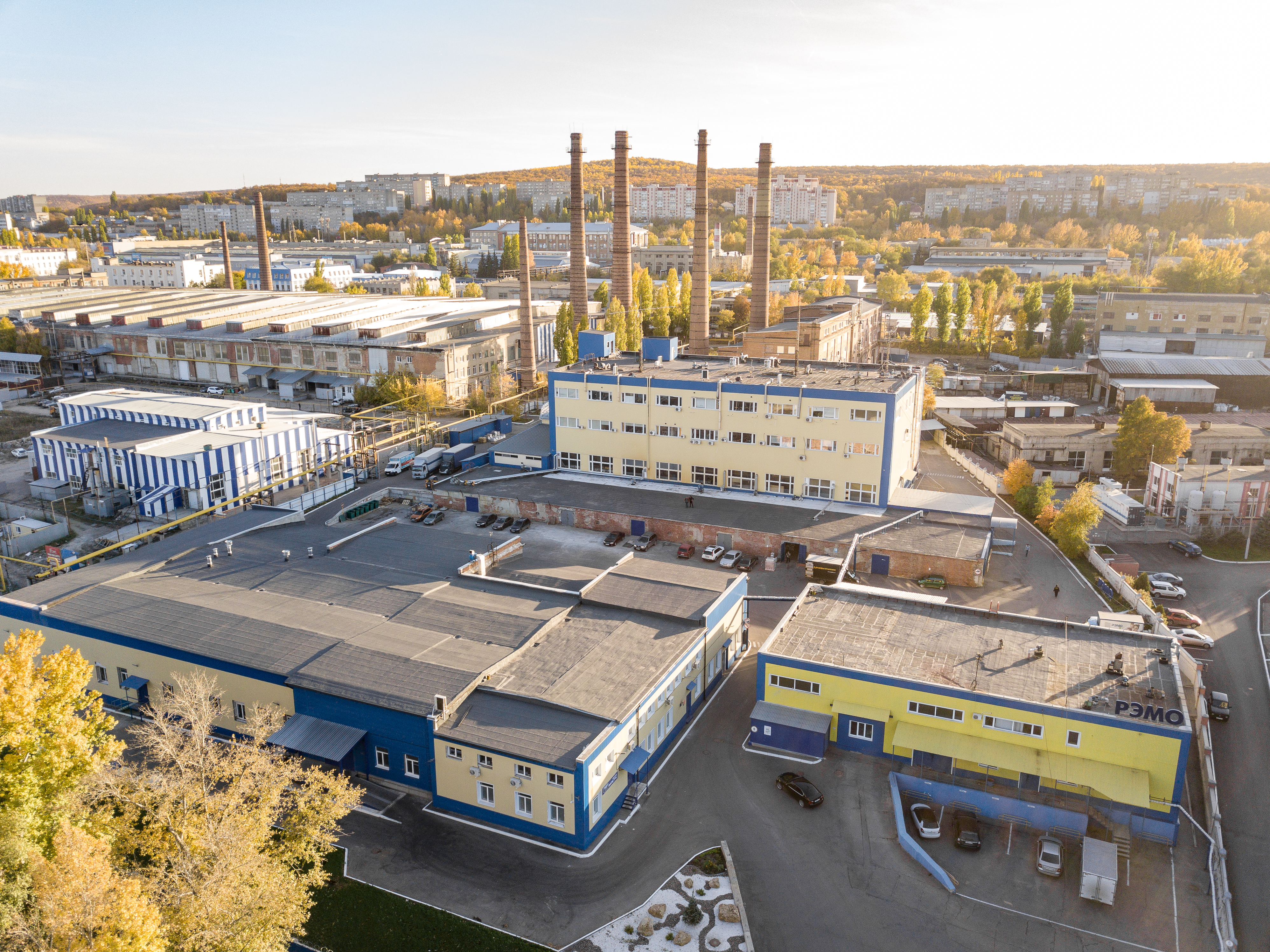
Завод РЭМО с высоты птичьего полета

## История
В 1991 году было основано небольшое предприятие по производству запасных частей для телевизоров и видеомагнитофонов. Изначально предприятие занимало одну арендованную комнату в ПО «Тантал».
В 1995 году начат серийный выпуск ТВ-антенн. Постепенно номенклатура продукции расширялась, увеличивался объём продаж.
В 1999 году завод начал изготавливать антенны, предназначенные для комнатного размещения. Постепенно расширялся парк оборудования и производственные площади, сначала арендованные, а затем и собственные. В 2004 году компания приобрела два производственных корпуса общей площадью более 8000 квадратных метров. В 2018 году был приобретён еще один корпус площадью 2500 кв. метров.
С 2006 года СЭМЗ «РЭМО» начал активно продвигать свою продукцию в федеральные торговые сети «М.Видео», «Эльдорадо», «Ашан», «Эксперт», «Сателлит». Сейчас продукцию завода можно найти в любом регионе, как у местных розничных продавцов, так и в федеральных и региональных торговых сетях, а также интернет-магазинах: «Эльдорадо», «М.Видео», «OBI», «DNS», «Связной», «NoLimit Electronics», салоны связи «Мегафон», «МТС», «Digital Angel», «Репитеры.ру», «Никс», «Ozon», «Wildberries», «Яндекс. Маркет», «Комус», «Офисмаг», «Реванш», «ТД Орион», «Детский Мир», «Светофор» и многие другие.
Так же завод участвует в ОЕМ-проектах и выпускает продукцию под торговой маркой партнеров. Первым из ОЕМ-проектов стал выпуск автомобильных антенн для известного бренда PROLOGY. Этот проект действует и сегодня.
В 2009—2010 гг. завод начал производство телекоммуникационного оборудования и ввел новую линейки продукции — антенны для сетей передачи данных. В этот период был создан и запущен в производство усилитель интернет-сигнала «Connect 2.0», который является флагманом серии.
В 2013—2014 гг. появилась серия антенн для усиления сигналов 3G/4G/WiFi и репитеров (усилителей) сигнала 4G и GSM серии «ORANGE».
С 2014 года взят курс на развитие экспортного направления. К настоящему времени осуществляются поставки в целый ряд стран на всех 6 континентах.
Завод успешно осуществляет программу импортозамещения.
В 2019 году завод начал производство бактерицидных облучателей и рециркуляторов. Всё началось с выпуска первого мультиволнового облучателя «Энергия Солнца», а уже в начале 2020 года, в условиях пандемии COVID-19, завод перепрофилировался на выпуск ультрафиолетовых рециркуляторов серии «Солнечный Бриз» и добавил еще несколько позиций в линейку бактерицидных облучателей («Аврора» и «Кварц»).
3 апреля 2020 года Правительство Саратовской области включило «РЭМО» в список системообразующих предприятий области.
В октябре 2020 года в ассортименте рециркуляторов завода «РЭМО» появилась новая экономичная серия «RUV».
В ноябре 2020 года в продажу поступили рециркуляторы медицинской серии. Для этого рециркуляторы прошли сложную процедуру проверки контроля качества, безопасности, а также эффективности и получили регистрационное удостоверение (РУ)..
В декабре 2020 года запустили производство бактерицидных рециркуляторов воздуха под торговой маркой «Redmond».
В декабре 2020 года начато серийное производство транспортных рециркуляторов серии «Бриз Авто».
В марте 2021 года стали членами Международной ассоциации ультрафиолета (IUVA).
В июне 2021 года логотип РЭМО побывал в стратосфере в рамках поддержки некоммерческого молодежного проекта «Стратосферный спутник».

## Награды и достижения
- В сентябре 2021 СЭМЗ «РЭМО» отметили в галерее почета Ленинского района города Саратова.
- В апреле 2021 получена награда «Лидер года-2020» по версии читателей газеты «АиФ-Саратов».
- В декабре 2020 получен сертификат соответствия требованиям европейских директив Евросоюза на рециркуляторы и антенны.
- 16 октября 2020 года было получено Регистрационное Удостоверение (РУ).
- СЭМЗ «РЭМО» прошел двухступенчатую систему сертификации в Российском экспортном центре и получили маркировку «Made in Russia» (Сделано в России)[6].
- В 2016 году СЭМЗ «РЭМО» вступил в ассоциацию «Союз машиностроителей России» [7].
- Патентным ведомством России выдано более 50 патентов на изобретение и/или полезную модель, защищающих серийные изделия завода от подделок и копирования.
- Продукция производства РЭМО не раз удостаивалась званий Дипломантов и Лауреатов программы «100 лучших товаров России»[8].
- Завод имеет сертификат соответствия системы менеджмента качества производства по международному стандарту ISO 9001-2015.
- Завод имеет сертификат соответствия системы менеджмента качества медицинских изделий по международному стандарту ISO 13485-2017.
- Завод имеет сертификат соответствия системы экологического менеджмента по международному стандарту ISO 14001-2015.
- Завод имеет сертификат соответствия системы менеджмента безопасности труда и охраны здоровья по международному стандарту ISO 54934-2012.
- Товары завода включены в единый реестр Радиоэлектронной Продукции (РЭП).
- Товары завода так же включены в реестр промышленной продукции, произведенной на территории Российской Федерации.

| Номинация-2021                                    | Продукция |
| ------------------------------------------------- | --- |
| Промышленные товары для населения                 | РЕЦИРКУЛЯТОР БАКТЕРИЦИДНЫЙ ОВУ-01 «СОЛНЕЧНЫЙ БРИЗ-1» (Дипломант) |
| Номинация-2018                                    | Продукция |
| Промышленные товары для населения                 | ТВ-АНТЕННА КОМНАТНАЯ BAS-5303 QUADRA (Дипломант) ТВ-АНТЕННА НАРУЖНАЯ BAS-1121 BELKA (Дипломант) |
| Номинация-2017                                    | Продукция |
| Промышленные товары для населения                 | АНТЕННА НАРУЖНАЯ НАПРАВЛЕННАЯ «УЛЬТРА» 3G/4G (Дипломант) ТВ-АНТЕННА НАРУЖНАЯ BAS-X11102 MAXI BAS-1333 ГРОЗА (Лауреат)                                                                                               |
| Номинация-2014                                    | Продукция |
| Промышленные товары для населения                 | АНТЕННА ИНТЕР 2.0 КОМНАТНАЯ ТЕЛЕВИЗИОННАЯ (Лауреат) УСИЛИТЕЛЬ ИНТЕРНЕТ-СИГНАЛА CONNECT STREET (Дипломант) |
| Номинация-2013                                    | Продукция |
| Промышленные товары для населения                 | УСИЛИТЕЛЬ ИНТЕРНЕТ-СИГНАЛА CONNECT 2.0 (Дипломант) |
| Номинация-2006                                    | Продукция |
| Промышленные товары для населения                 | Антенна телевизионная приемная индивидуальная комнатная «Интер-плюс» (Дипломант) |
| Номинация-1999                                    | Продукция |
| Продукция производственно-технического назначения | Устройство защитное быстродействующее УЗБ-2 «SAVER» (Лауреат) |
| Номинация-1998                                    | Продукция |
| Продукция производственно-технического назначения | Антенны телевизионные всеволновые АТИНВ1-60М (серии «ТВИН», «Альбатрос», «Колибри» (Дипломант) Комплект сетевой защитный — сетевой фильтр ЩИТ-4М и устройство защитное быстродействующее УЗБ-2, «SAYER» (Дипломант) |

## Производимая продукция
Завод «РЭМО» производит более 1000 наименований продукции различного назначения:
- бактерицидные облучатели и рециркуляторы;
- телевизионные и радиоприемные антенны;
- антенны и оборудование для систем передачи данных;
- антенны для систем безопасности и профессиональной связи;
- оборудование для монтажа антенн;
- различные телевизионных аксессуары и элементы кабельного тракта;
- оборудование для распределительных теле-сетей и Интернет-провайдеров;
- оборудование и устройства для промышленности и ЖКХ;
- изделия для радиоспорта;
- товары бытового назначения и автомобильные аксессуары;
- широкий спектр защитных боксов и вандалостойких ящиков, защитных шкафов для газового оборудования, торговых стоек и стеллажей;
- декоративные светильники;
- товары для животных;
- мангалы, коптильни и многое другое.

## Собственники и руководство

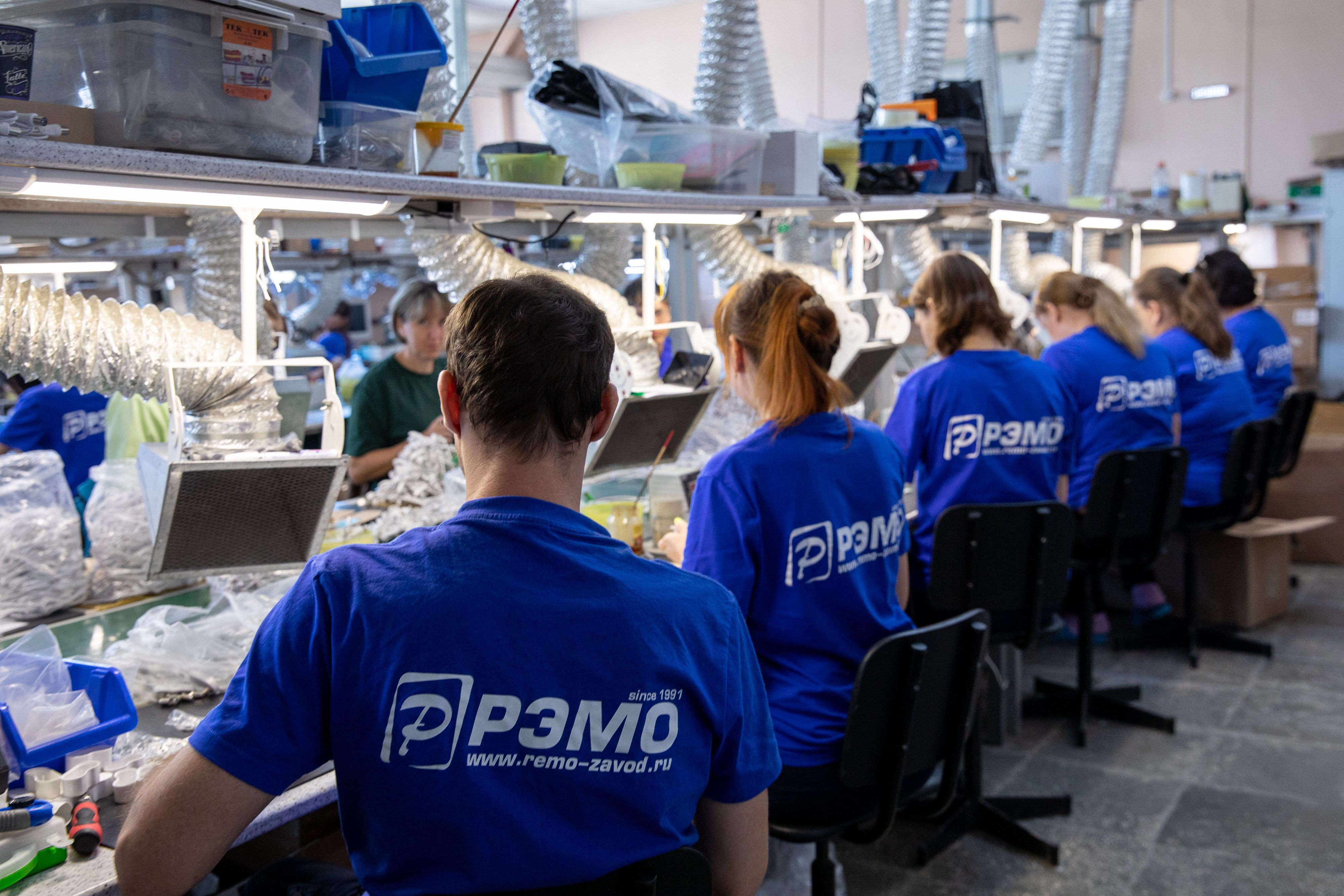
Работа на производстве завода РЭМО (2020 год)

Основателями завода являются: генеральный директор Аркадий Иосифович Волошин и директор Олег Николаевич Бондаренко.

## Производственные мощности
В трех производственных корпусах завода и на его территории размещаются:
Механообрабатывающее производство — несколько гильотинных ножниц с возможностью работы с листом толщиной от 0,1 до 8 мм, ленточно-пильные станки Pegas, несколько десятков прессов различной конструкции с усилием от 3 до 100 тонн, автоматические и полуавтоматические листогибочные пресса с ЧПУ с длиной стола от 800 до 2500 мм (Ermakson, HPG, Iron Mac), ручные листогибы (Кузлитмаш), парк токарных, фрезерных, сверлильных, резьбонарезных, резьбонакатных станков (2 токарных автомата продольного точения с ЧПУ JSL), 6 лазерных раскройных комплекса по металлу отечественного (Рапид) и импортного (G-Weike) производства с волоконными иттербиевыми лазерами IPG мощностью 1,5 кВт, термопластавтоматы Titan, полуавтоматическая кашировальная машина.
Сборочное производство — более 70 рабочих мест механической сборки оснащенных пневмоклепателями и винтовертами, паяльными станциями и вытяжной вентиляцией, системами контроля и хранения. 6 сборочных конвейеров.
Сварочный участок — 8 постов контактной сварки, 6 постов полуавтоматической сварки, контактная сварка модели «Аврора».
Окрасочное производство — 4 поста ручной окраски для нанесения порошка электростатическим методом, включает в себя 4 камеры полимеризации туннельного и тупикового типа полезного объема до 11 м3. Так же установлена и запущена в эксплуатацию автоматическая линия порошковой окраски полного цикла разработанная и изготовленная компанией ТЕХНОМАКС (Россия). Она включает в себя: агрегат подготовки поверхности (фосфатирование), камеру сушки, автоматическую кабину нанесения порошка, камеру полимеризации, транспортную систему, узел рекуперации сырья (порошка), комплекс водоподготовки, а именно деминерализации воды, что обеспечивает качественное лакокрасочное покрытие.
Радиомонтажное производство — 3 автомата по координатной установке SMD-элементов TWS, 1 автомат по координатной установке SMD-элементов Yingxing, конвейерная печь TWS, полуавтомат нанесения паяльной пасты TWS, полуавтомат разделения скрайбированных блоков печатных плат, автоматическая линия мерной резки кабеля Schleuniger OC3950, пневматические машины для зачистки провода (кабеля) FEINTECHNIK R.Rittmeyer AM.STRIP.1S, оборудование для скрутки и обвязки провода с ЧПУ, станок для намотки трансформаторов с ЧПУ. Имеется участок экспериментального производства и участок прототипирования, оборудованный фрезерно-гравировальным станком Roland MDX-40A, а также несколькими 3D принтерами. Более 30 рабочих мест, оборудованных паяльными станциями, участок испытания и настройки электронных узлов, оснащенный векторными анализаторами цепей (измерителями комплексных коэффициентов передачи и отражения) OBZOR-103 и OBZOR-304 фирмы Planar.
Тарное производство — полный цикл изготовления гофротары: полуавтоматическая линия наклейки лайнера на микрогофрокартон, релевочная машина, прокатная машина, 2 тигельных пресса ML-750A, несколько установок нанесения клеевого слоя и наклейки лайнера, участок шелкографии, мини-типография с полным комплектом предпечатного и печатного оборудования RISO, HP, Epson, каттеры Graphtec т.д.
Отдел технического контроля — 7 контролеров. Рабочие места оснащены векторными анализаторами цепей (измерителями комплексных коэффициентов передачи и отражения) OBZOR-103 и OBZOR TR1300/1, а также другим измерительным оборудованием. Так же есть группа ремонта возвратной продукции: 3 контролера, OBZOR-55048.
Конструкторское бюро — конструктора, технологи и главный технолог, техник по документации. Рабочие места конструкторов позволяют работать с самыми современными САПР и сертифицированными программами «Компас», SolidWorks, CupCut, LaserData. Имеется участок экспериментального производства и участок прототипирования, оборудованный фрезерно-гравировальным станком Roland MDX-40A.
Радиоизмерительная лаборатория — 3 инженера. Рабочие места оснащены анализаторами спектра; цифровыми измерителями сопротивлений, емкостей, индуктивностей и добротностей; цифровыми мультиметрами и осциллографами; векторными анализаторами цепей (измерителями комплексных коэффициентов передачи и отражения) OBZOR-103, OBZOR-304 и OBZOR-804. Силами лаборатории возможна разработка и измерение фактических характеристик различных радиоэлектронных устройств и антенн в диапазоне частот до 8ГГц. Имеется площадка натурных испытаний антенн.
Отдел IT — сеть из более чем 100 компьютеров и серверов, 2 независимых интернет-канала, система контроля и управления доступом, IP-телефония, IP-видеонаблюдение.
Отдел логистики и сбыта — вся необходимая грузоподъемная техника, включая погрузчики, тельферы, грузовые лифты. Договора ОАО «Трансконтейнер» РЖД и большинством транспортных компаний России.
Транспортный участок — 5 грузовых автомобилей ГАЗель, 2 легковых автомобиля, 2 вилочных автопогрузчика, 2 электроштабелера, снегоуборочная техника.
Структурные подразделения — группа ремонта и обслуживания оборудования, склад ТМЦ и материалов, отдел продаж, маркетинга и экспорта, бухгалтерия, отдел управления персоналом, экономический отдел, департамент развития.

## Экспортная деятельность
Саратовский электромеханический завод «РЭМО» поставляет свою продукцию в ближнее и дальнее зарубежье (Беларусь, Казахстан, Киргизию, Армению), в США, Германию, Чехию, Корею, Сингапур, Индию, Новую Зеландию, Францию, Испанию и т.д. Имеет несколько представительств на разных континентах, а также развивает сеть дистрибьюторов своей продукции по всему миру.
Продукция также представлена на международных интернет-площадках:
- Amazon.com
- Alibaba.com
- DirectIndustry
- MedExpo

Предприятие участвует в качестве экспонента в ряде профильных международных выставок, в числе которых: HKTDC Electronics (Гонконг), AngaСom (Германия), CES (США), IBC (Нидерланды), MEDICA (Германия), CSTB (Россия), HAM RADIO (Германия), IFA (Германия), CEPHE (Россия), Связь-Экспокомм (Россия), EXPO MED (Мексика).

## Планы
В планах на будущее — дальнейшее развитие в области производства рециркуляторов, продолжение выхода на зарубежные рынки, выпуск новых изделий и расширение присутствия в сетях. Глобальная цель компании — создание и производство устройств, улучшающих комфорт жизни покупателя.